# Luka Telašćica
Luka Telašćica är en vik i Kroatien. Den ligger i den södra delen av landet, 220 km söder om huvudstaden Zagreb.